# Martin B-57 Canberra
Martin B-57 Canberra je bio američki laki dvomotorni mlazni bombarder koji je u uporabu ušao sredinom 1950-ih. Razvijen je na temelju britanskog bombardera English Electric Canberra, no nije bio tek puka kopija svog britanskog originala već laki bombarder (danas bi ga označili kao jurišnika) koji je uglavnom dobro služio svojoj svrsi. Uz to postao je i osnova za neke izvidničke avione čije je djelovanje i danas ovijeno velom tajne.

## Razvoj
Kad je 25. lipnja 1950. počeo rat na korejskom poluotoku, američko je ratno zrakoplovstvo zaključilo da u svom arsenalu nema moderan mlazni laki (taktički) bombarder već mora rabiti Douglasov B-26 Invaders (originalne oznake A-26) iz 2. svjetskog rata. Kako bi popunili prazninu, američko je ratno zrakoplovstvo već 16. rujna iste godine objavilo zahtjev za taktičkim bombarderom s mlaznim motorima. Jedan od važnijih zahtjeva bila je maksimalna brzina od 1020 km/h i plafon leta od čak 12 190 metara. Borbeni dolet novog bombardera trebao je biti 1850 kilometara. Uporaba najsuvremenijih radarskih ciljničkih sustava trebala mu je omogućiti djelovanje po noći i u svim vremenskim uvjetima. Uz to potencijalni su proizvođači trebali razviti i izvidničku inačicu. Zbog hitnosti uvođenja novog bombardera u operativnu uporabu jedan od zahtjeva je bio da se cijeli projekt mora oslanjati na već razvijeni avion koji bi se samo prilagodio novoj ulozi.
Unatoč tako teškim zahtjevima na natječaj se javilo više tvrtki. Tako je tvrtka Martin ponudila svoj XB-51 (koji je još bio u fazi razvoja), a North American svoje B-45 Tornado i AJ Savage. Zbog specifičnosti zahtjeva i hitnosti, na natječaj su se mogle javiti i strane tvrtke. Tu su mogućnost iskoristile tvrtke Avro Canada (prijavila je svoj CF-100 Canuck) i English Electric koja je ponudila tada najbolji laki bombarder Canberru.

AJ Savage i B-45 odbačeni su na samom početku odabira jer su imali, po mišljenju američkog ratnog zrakoplovstva, zastarjeli dizajn i ograničene mogućnosti razvoja. CF-100 je bio premali i nije imao dovoljan dolet. Mogućnosti XB-51 su obećavale (osobito njegova maksimalna brzina) ali je imao slabu pokretljivost, premali unutrašnji prostor za bombe, te ograničeni dolet.
Za razliku od američkih i kanadskog prijedloga britanski se pokazao znatno boljim. Tako je 21. veljače 1951. jedna Canberra B.2 obavila prvi neprekinuti let jednog mlaznog aviona iznad Atlantika. Već 26. veljače Canberra je proglašena pobjednicom natječaja. Kako u tom trenutku niti jedan američki proizvođač borbenih aviona nije imao adekvatan projekt, američko je ratno zrakoplovstvo moralo učiniti presedan i kupiti licencu za proizvodnju Canberre. O kakvom se presedanu radilo najbolje govori podatak da su takav potez američke oružane snage zadnji put napravile tijekom 1. svjetskog rata kad su kupile de Havillandov DH-4.

Američko je ratno zrakoplovstvo bilo oduševljeno novim bombarderom i htjelo ga je odmah uvesti u operativnu uporabu. Problem je nastao nakon što je utvrđeno da tvrtka English Electric nema dovoljne kapacitete da zadovolji sve potrebe britanskog i američkog ratnog zrakoplovstva (Amerikanci su htjeli kupiti 300 komada). Tako je odlučeno da tvrtka Martin Aircraft Company otkupi licencu za proizvodnju Canberre (Martin Model 272) kao djelomična kompenzacija za gubitak XB-51. Američko je ratno zrakoplovstvo novom bombarderu dalo oznaku B-57 Canberra. 
Ugovor o kupnji 250 Canberra potpisan je 24. ožujka 1951. i u njemu je određeno da će od studenog 1952. do listopada 1953. tvrtka Martin svaki mjesec američkom ratnom zrakoplovstvu isporučiti 50 Canberra. Sam ugovor o otkupu licence za proizvodnju između Martina i English Electric potpisan je 3. travnja 1951. Iako se očekivalo da će prvi B-57 ući vrlo brzo u operativnu uporabu različiti problemi su odužili početak serijske proizvodnje.

## Inačice

### B-57A
Inačica B-57A bila je gotovo identična britanskoj inačici Canberra B.2. Najveća razlika bila je u pogonu jer je B.2 rabila motore Rolls Royce Avon 101 potiska 28,9 kN potiska dok su B-57 opremili motorima Armstrong Siddeley Sapphire potiska 32 kN. Ti su se motori također proizvodili po licenci kao YJ65-W-1 u tvrtki Wright Aeronautical Corporation. Kao i B.2 nit B-57 nije dobio nikakvo naoružanje za samoobranu.
Kako bi što više ubrzali početak serijske proizvodnje B-57 English Electric je u ožujku 1951. u Sjedinjene Američke Države poslao jedan primjerak B.2 (WD932) koji se rabio za intenzivna letna ispitivanja. U kolovozu iste godine isporučio je i WD940. Iako je WD932 dobio serijski broj američkog ratnog zrakoplovstva 51-17387, a WD940 51-17352, nikad nisu dobili oznaku B-57. Uz to oba su aviona predana tvrtki Martin radi letnih ispitivanja. Martin je drugu Camberru razmontirao kako bi je poslao podugovaračima. Niti 51-17387 nije dugo letio. Naime, 21. prosinca 1951., tijekom zaokreta na visini od 3 350 metara i pri opterećenju od 4,8 g došlo je do pucanja krila. Iako su oba člana posade uspješno iskočila jedan je poginuo jer mu se nije otvorio padobran. Istraga je utvrdila da je uzrok nesreće bilo pogrešno punjenje spremnika za gorivo zbog čega je avion destabiliziran, što je pak preopteretilo konstrukciju krila.

Prvi produkcijski B-57A (52-1418) dovršen je tek 20. srpnja 1953. te je odmah obavio i svoj prvi let u trajanju od 46 minuta. Osim nekoliko manjih izmjena na trupu najveća razlika u odnosu na originalni B.2 bila je uporaba sustava za smještaj bombi u trupu preuzetog s XB-51, a koji je tijekom uporabe stvarao znatno manji otpor nego originalni britanski.
Prvi B-57A službeno su predani američkom ratnom zrakoplovstvu 20. kolovoza 1953. Usprkos tome letna su ispitivanja počela tek u prosincu iste godine. Svih osam isporučenih B-57A isključivo su rabljeni za letna ispitivanja i nikada nisu ušli u operativnu uporabu.

### RB-57A
U skladu s početnim zahtjevima na osnovama B-57A tvrtka Martin je razvila i izvidničku inačicu RB-57A (Martin Model 272A). Odluka o tako brzom razvoju izvidničke inačice donesena je još u listopadu 1951. nakon bolnih iskustava iz Korejskog rata koja su pokazala da američko ratno zrakoplovstvo nema izvidnički avion koji može izbjeći sjevernokorejsku protuzrakoplovnu obranu.

Najveća razlika između B-57A i RB-57A bila je ugradnja kamera u prostor za bombe u trupu. Veliki je prostor omogućavao ugradnju širokog raspona kamera (P-2, K-17, K-37, K-38 i T-17), ovisno o zahtjevima zadaće. Zbog svojih odličnih letnih osobina na svim visinama, ali i zbog nedostatka drugog suvremenog izvidničkog aviona, američko je ratno zrakoplovstvo za RB-57A namijenilo zadaće izviđanja po danu i noći, te na svim visinama. Osim fotografskog izviđanja RB-57A je trebao obavljati i vizualno izviđanje. Niti RB-57A nije dobio oružane sustave za samoobranu. Svi su RB-57A dobili crni premaz koji je trebao smanjiti mogućnost njihovog otkrivanja noću.
Početkom siječnja 1952. američko je ratno zrakoplovstvo namjeravalo naručiti 99 RB-57A, ali je samo nekoliko tjedana kasnije narudžba smanjena na 87 komada. Zapravo je zrakoplovno zapovjedništvo razmatralo mogućnost potpunog otkazivanja narudžbe RB-57A, a sve kako bi se ostavilo dovoljno prostora za ulazak Douglasovog RB-66 u operativnu uporabu. No, zbog problema s razvojem RB-66 njihov ulazak u operativnu uporabu odgođen je za 1954. Zbog toga je zrakoplovstvo, iako nevoljko, 11. kolovoza 1952. naručilo 67 RB-57A.
Prvi let RB-57A obavio je u listopadu 1953. Serijska je proizvodnja prekinuta 1954. zbog teškoća s isporukom krila od podugovarača. Zbog toga je tvrtka Martin iste godine pokrenula vlastitu proizvodnju krila, ali su se onda pojavili problemi s isporukom motora J65-BW-1 koje je trebala isporučivati tvrtka Buick. Unatoč svim problemima RB-57A je ušao u operativnu uporabu u srpnju 1954. Većina je RB-57A poslana u Europu, dok je manji dio poslan u Japan. I ono malo RB-57A koji su ušli u operativnu uporabu uskoro su iz nje povučeni. Najveći problem bili su nepouzdani motori J65-BW-5 koji su trošili ulje. Problem je riješen vraćanjem proizvodnje u Wright Aeronautical Corporation, te opremanje svih RB-57A motorima J65-W-1. Usprkos svim proizvodnim teškoćama zadnji RB-57A isporučen je u rujnu 1954. Kako se baš nisu pokazali pouzdanim zamjenama RB-57A s Douglasovim RB-66B Destroyerom počela je već u travnju 1957. Od 1958. umjesto RB-57A počeli su stizati i McDonnellovi RF-101A Voodooi.
To nije bio kraj "karijere" RB-57A. Naime, u kolovozu 1955. tvrtka Martin i Wright Air Developmnet Center započeli su rad na inačici RB-57A namijenjenoj izviđanju s velikih visina unutar tajnog projekta Lightweight (kasnije preimenovan u Heartthrob). Najveće promjene su bile micanje mjesta za operatera/navigatora te su ugrađeni motori J65-W-7 većeg potiska. Tako prilagođeni avioni dobili su oznaku RB-57A-1. Zahvaljujući smanjenju mase i jačim motorima operativni plafon leta povećan je za 1650 metara. Šest RB-57A-1 poslano je u Europu kako bi sudjelovali u špijunskim operacijama iznad Sovjetskog Saveza i članica Varšavskog ugovora. O tim se zadaćama i danas ne zna ništa. Tako je i podatak da je jedan avion oboren protuzrakoplovnim vođenim projektilom zemlja-zrak tijekom mađarske krize 1956.

Dio RB-57A-1 prepušten je u rujnu 1957. Tajvanu. Jedan je oboren 18. veljače 1958. Oborio ga je kineski lovac J-5 (MiG-17).

### B-75B
Na osnovama B-57A već je početkom 1952. počeo rad na inačici B-57B, koja je trebala bolje odgovarati američkim potrebama. Dopuštenje za početak serijske proizvodnje B-57B dano je 11. kolovoza 1952. U ugovoru sklopljenom istog dana američko ratno zrakoplovstvo naručilo je 102 B-57B. U jednom trenutku zrakoplovstvo je od tvrtke Martin naručilo ukupno 293 B-57B, ali je s vremenom taj broj opadao u koristi inačica B-57C i B-57D. Tako je ukupno napravljeno samo 202 B-57B. U odnosu na B-57A novi je B-57B imao bitno izmijenjeni raspored sjedenja pilota i navigotora/ciljatelja, koji je uz to dobio i novu opremu (sustav Shoran). Kako bi se iskoristila velika nosivost svi su B-57B dobili četiri potkrilna nosača za bombe i nevođene rakete zrak-zemlja. Uz to dodano je i streljačko naoružanje od osam teških mitraljeza kalibra 12,7 mm. U svako su krilo, iznad gondola za motore, postavljena po četiri. U svako je krilo stalo i 300 metaka. Od 83 proizvedenog B-57B (52-1575) umjesto osam teških strojnica ugrađivali su četiri automatska topa M-39 kalibra 20 mm (u svako krilo po dva). Za svaki su top osigurali prostor za smještaj 290 granata.
Prvi serijski opremljeni B-57B poletio je 18. lipnja 1954. Praksa je ubrzo pokazala da i B-57B, kao i B-57A, pati od nepouzdanih motora. Uz to pojavili su se i problemi sa sustavom za upravljanje koji su bili tako ozbiljni da su u veljači 1955. svi B-57B prizemljeni. Dozvola za letenja vraćena je mjesec dana kasnije uz ograničenje maksimalne brzine od samo 450 km/h. Sredinom pedesetih puno je B-57B izgubljeno u nesrećama, osobito tijekom letenja na vrlo malim visinama velikim brzinama kad je neprecizni upravljački sustav često uzrokovao nekontrolirano poniranje i udaranje u zemlju. Zbog toga su svi letovi na B-57B ponovno obustavljeni u svibnju 1956. Nakon modifikacija na horizontalnim repnim stabilizatorima ponovno su vraćeni u operativnu uporabu. Zbog svega toga američko ratno zrakoplovstvo nije bilo jako sretno s B-57B. Već u rujnu 1955. napravljeni su veliki planovi modernizacije svih B-57B koji su se trebali izvoditi u tri faze:
- U prvoj fazi trebali su dobiti novi bombarderski ciljnički sustav i radar AN/APS-54.
- Druga faza je obuhvaćala ugradnju ciljničkog računala M-1 i radara AN/APG-31. Ova je faza također obuhvaćala i modernizaciju sustava za upravljanje letom.
- U trećoj fazi trebao se ugrađivati radar AN/APN-59, ali to nikada nije ostvareno.

Operativni vijek B-57B bio je buran i kratak. Pri kraju 1957. donesena je odluka o povlačenju svih preostalih B-57B iz operativne uporaba te njihovo postupno zamjenjivanje nadzvučnim lovcima-bombarderima F-100 Super Sabre. Kako se Super Sabre nije pokazao kao prikladna zamjena B-57B je ostao u operativnoj uporabi duže nego što se očekivalo. Tako je upravo B-57B bio prvi američki borbeni avion koji je djelovao u Vijetnamskom ratu. Njihovo dolazak u Južni Vijetnam baš nije bio najuspješniji jer su se prva dva B-57B, koja su sletjela u zrakoplovnu bazu Bien Hoa, sudarila tijekom vožnje po pisti i tako zablokirala poletno-sletnu stazu. Zbog toga je ostatak od 18 aviona morao sletjeti na civilnu zračnu luku Tan Son Nhut. Zanimljivo je i da se B-57B u početku nisu smjeli obavljati borbene zadaće već su se uglavnom rabili za izviđanja. Prvu borbenu misiju uništavanja pobunjeničke baze u Bien Giau B-57B izvršili su 19. veljače 1965. Prvu misiju na teritoriju Sjevernog Vijetnama B-57B su izvršili 2. ožujka iste godine.
U Južnom Vijetnamu djelovalo je 94 B-57B, od čega je 51 izgubljen u nesrećama ili zbog obaranja (15 ih je uništeno na zemlji).

### B-57C
Inačica B-57C razvijena je na osnovi B-57B te je imala dvojne komande te se je mogla rabiti za obuku pilota. Razvoj je počeo u travnju 1954. pod oznakom TB-57B, koja je kasnije zamijenjena u B-57C. Prvi avion ove inačice poletio je 30. prosinca 1954. Do kraja proizvodnje u svibnju 1956. napravljeno ih je 38 komada. Manji je broj naknadno prerađen u izvidničke avione te je označen kao RB-57C.

### RB-57D
Osnovna namjena RB-57D bila je izviđanje (špijuniranje) s velikih visina. U prosincu 1952. američko je ratno zrakoplovstvo od tvrtke Martin zatražilo razvoj izvidničkog aviona koji će imati dolet operativni radijus od 2000 nautičkih milja i operativni plafon leta od 21 500 metara. Cijeli je projekt vođen u najvećoj tajnosti kao Weapon System MX-2147 Bald Eagle. Svoje su prijedloge dale i tvrtke Bell (Model 67) i Fairchild (Model 195). Martinov prijedlog je dobio oznaku Model 294.

Iako je Bellov Model 67/X-16 obećavao bolje letne mogućnosti zrakoplovstvo se ipak odlučilo za Martinov Model 294 koji je dobio oznaku B-57D. Kasnije je ta oznaka promijenjena u RB-57D.
RB-57D je u osnovi bio B-57B ali bez mogućnosti nošenja bombi te si novim, znatno većim krilom. Ugrađeni su i novi motori Pratt & Whitney J57-P-9 potiska 44,5 kN. Tako opremljen RB-57D je trebao djelovati na visini od čak 23 500 metara. Prvi je let RB-57D obavio 3. studenog 1955., a prvi od 20 napravljenih isporučen je zrakoplovstvu u travnju 1956. Svi su bili namijenjeni špijunskim zadaćama iznad Sovjetskog Saveza, a kasnije i iznad Kine. O njihovim se zadaćama i danas zna vrlo malo, osim da su imali konstantne probleme s krilima. Iz operativne su uporabe navodno definitivno povučeni tek 1970.

### B-57E
Inačica B-57E (Martin Model 272E) razvijena je kao avion za vučenje meta i razvijen je na osnovi B-57B. Prvi je poletio 16. svibnja 1956. Ukupno ih je napravljeno čak 68. Najveća mu je odlika bila mogućnost letenja na 13 300 metara velikim brzinama, što je davalo znatno realističniju mogućnost za vježbanje nego kad su se rabili avioni s klipnim motorima.

S vremenom je i američko ratno zrakoplovstvo zaključilo da je glupo takve avione rabiti za vučenje meta te su tijekom šezdesetih godina dio B-57E preradili u EB-57E, avione za elektroničko djelovanje. EB-57E ostali su u operativnoj uporabi sve do 1982.

Da bi nadoknadili gubitke u Vijetnamu dio je B-57E naknadno modificiran na standard B-57B. Dva su B-57E prerađena u inačicu RB-57E za izviđanje u svim vremenskim uvjetima, te su rabljeni za izviđanje Sjevernog Vijetnama (unutar operacije Patricia Lynn). Operacija Patricia Lynn završila je sredinom 1971.

### RB-57F
Inačica RB-57F bila je rezultat programa razvoja novog izvidničkog aviona za vrlo velike visine iz sredine šezdesetih godina prošlog stoljeća. Nakon što su zbog tehničkih nedostatak veću RB-57D morali prizemljiti tijekom 1962. američko se zrakoplovstvo obratilo tvrtki General Dynamics Corporation s molbom za razvije njihovu zamjenu. Kako se zapravo radilo o unaprijeđenom RB-57D novi je avion dobio oznaku RB-57F.

U odnosu na RB-57D najveća je promjena bila u potpuno novom krilu promjera 36,6 metara. Za pogon su odabrali turboventilacije motore Pratt & Whitney TF33-P-11A potiska 80 kN. Pod svakim je krilom ostavljena i mogućnost postavljana po jednog motora Pratt & Whitney J60-P-9 potiska 14,6 kN. Iako su J60-P-9 omogućavali povećanje plafona djelovanja za 833 metra, zbog uštede goriva nisu se rabili. Svaki je RB-57F mogao nositi HTAC kamere namijenjene snimanju s vrlo velikih visina.
RB-57F prvi je put poletio 23. lipnja 1963. Već iste godine dva su poslana u Europu kako bi izviđali područje Istočne Njemačke. Do ožujka 1967. ukupno je napravljeno 21 RB-57F. Jedan je izgubljen 14. prosinca 1965. iznad Crnog mora. Iako se ni danas ne zna razlog pada vjeruje se da ga je oborio sovjetski protuzrakoplovni vođeni projektil zemlja-zrak. Službeno američko stajalište je da su piloti ostali bez kisika.
Jedan je RB-57F pretvoren u avion za metereološko izviđanje WB-57F, dok su neki prilagođeni za zadaće nadgledanja nuklearnih pokusa (uglavnom kineskih). Dva su RB-57F 1965. dana Pakistanu s namjerom da kontroliraju kineske nuklearne testove. Jedan je vraćen u Sjedinjene Države prije izbijanja indijsko-pakistanskog rata, dok je drugi ostao u Pakistanu. Taj je avion iskorišten za izviđanja indijskih snaga djelujući na visini od 21 600 metara. Naknadno je modificiran i za nošenje bombi, ali ta mogućnost nikada nije iskorištena. Tijekom obavljanja zadaće 15. rujna 1965. na pakistanski su RB-57F lansirana dva vođena projektila zemlja-zrak SA-2. Projektili su eksplodirali u blizini aviona koji je pretrpio ozbiljna oštećenja. Unatoč tome uspio je sigurno sletjeti u Peshawar. Nakon popravka vraćen je u Sjedinjene Američke Države.

Tijekom 1972. WB-57F je prepušten NASA-i. NASA-i su naknadno prepuštena još dva RB-57F (63-13503 i 63-13298). Ovaj drugi još je uvijek u uporabi.

### B-57G
Inačica B-57G razvijena je kao potpora noćnim bombardiranjima u Vijetnamu unutar projekta Tropic Moon. Potkraj 1967. tri su B-57B (52-1518, 52-1580 i 52-3860) probno opremljeni televizijskim sustavima za motrenje noću. Letna ispitivanja sva tri aviona obavljena su u južnoj Aziji od prosinca 1967. do kolovoza 1968. Rezultat ispitivanja je bio obećavajući te je američko ratno zrakoplovstvo potpisalo ugovor s tvrtkama Martin i Westinghouse za modifikaciju 16 B-57B u inačicu B-57G.

Početkom 1969. u sve je odabrane avione ugrađen sustav tvrtke Westinghouse koji se sastojao od kamere za noćno gledanje i FLIR-a (Forward-Looking Infra Red). Uz to ugrađen je i laserski osvjetljivač ciljeva. Zbog njega su B-57G opremili potkrilnim nosačima za četiri laserski vođene bombe pojedinačne mase do 225 kg. Kako bi se kompenziralo povećanje mase odstranjeni su topovi kalibra 20 mm.
Prvi je B-57G poletio u srpnju 1969., a u postrojbe su počeli stizati u rujnu 1970. Borbena djelovanja u Vijetnamu i Laosu pokazala su da je prosječna preciznost laserski vođenih bombi oko pet metara. Iako se pokazao učinkovitim B-57G povučen je iz operativne uporabe već 1974. Službeno objašnjenje bilo je da je preskup za održavanje. Usprkos tome B-57G je prvi uspješan američki mlazni borbeni avion koji je mogao svoje ciljeve na zemlji uništavati noću.

## Usporedba
| Tabilica za Martin B-57 Canberra | B-57B                    | RB-57D               | RB-57F                               |
| -------------------------------- | ------------------------ | -------------------- | ------------------------------------ |
| Posada                           | 2                        | 2                    | 2                                    |
| Dužina                           | 20 m                     | 20 m                 | 20 m                                 |
| Raspon krila                     | 19,5 m                   | 31,8 m               | 37,3 m                               |
| Visina                           | 4,52 m                   | 4,52 m               | 5,8 m                                |
| Masa prazan                      | 12.285 kg                | ?                    | 13.600 kg                            |
| Maksimalna masa                  | 24.365 kg                | 24.750 kg            | 20.360 kg                            |
| Pogonska grupa                   | 2 x Wright J65-W-5       | 2 x J57-P-37A        | 2 x P&W TF-33-P-11 i 2 x P&W J60-P-9 |
| Potisak                          | 32,1 kN                  | 48,9 kN              | 80,1 kN i 14,7 kN                    |
| Maksimlana brzina                | 960 km/h na 760 m        | 932 km/h na 13 350 m | 880 km/h                             |
| Brzina penjanja                  | 31,4 m/s                 | ?                    | ?                                    |
| Borbeni radijus djelovanja       | 1530 km                  | 4800 km              | 6440 km                              |
| Operativni plafon leta           | 13.745 m                 | 21.670 m             | 25.000 m                             |
| Naoružanje                       | 4 x 20 mm, 3300 kg bombi | nema                 | nema                                 |

### Zaključak
Iako je B-57 u početku bio tek britanski B.2 Canberra vrlo brzo su potrebe američkog ratnog zrakoplovstva od njega učinile zasebni borbeni avion koji je sa svojim originalom dijelio tek osnovnu konstrukciju. Projekt B-57 je, uz mnoge promašaje, donio i neke velike uspjehe, kao što su RB-57F i B-57G.

## Tehničke karakteristike (B-57B)
Osnovne karakteristike
- posada: 2
- dužina: 20 m
- raspon krila: 19,5 m
- površina krila: 89 m2
- visina: 4,52 m

Letne karakteristike
- najveća brzina: 960 km/h na visini od 760 m
- ekonomska brzina: 765 km/h
- dolet: 4.380 km
  - borbeni dolet: 1.530 km
- brzina penjanja: 31,4 m/s
- najveća visina leta: 13.745 m
- specifično opterećenje krila: 205 kg/m2
- motor: 2× Wright J65-W-5 turbomlazna motora

Naoružanje
- naoružanje: 4 x 20 mm topa
3.300 kg bombi

### Zajednički poslužitelj
|  | Zajednički poslužitelj ima stranicu o temi B-57 Canberra    |
|  | Zajednički poslužitelj ima još gradiva o temi B-57 Canberra |

### Slični zrakoplovi
- English Electric Canberra